# Letov Š-231
Letov Š-231 byl jednomotorový stíhací jednomístný dvouplošník zkonstruovaný československou státní leteckou továrnou Letov. Bojově použitý byl ve španělské občanské válce.

## Vývoj
Vznikl v roce 1933, konstrukce navazovala na předchozí typy Letov Š-31, Š-131 a Š-31a. Prototyp poháněl motor Gnome-Rhône Mercure 9Brs o výkonu 412 kW/560 k, což byla licence britského typu Bristol Mercury IV-S2. Tovární pilot Bohumil Kovanda s ním poprvé vzlétl 17. března 1933.
Sériové stroje byly osazeny hvězdicovým vzduchem chlazeným devítiválcovým motorem Walter Merkur V-S2, který od roku 1934 vyráběla v licenci A.S. Walter, továrna na automobily a letecké motory. Motor dosahoval nominálního výkonu 338 kW/460 k při 2250 ot/min a maximálního, vzletového 415 kW/565 k při 2350 ot/min.

## Nasazení
K československému vojenskému letectvu začal přicházet v druhé polovině roku 1936 (kdy byla dokončena série 25 strojů), ale krátce poté byly staženy z výzbroje u Leteckého pluku č. 2 v Olomouci a na základě pověření MNO z 9. ledna 1937 byly prostřednictvím Estonska prodány republikánskému Španělsku. Kupní smlouvu na dodávku 24 stíhacích letadel Letov Š-231 a 17 záložních motorů Walter Merkur V-S2 podepsali zástupci v Tallinu 23. ledna 1937 a již 26. ledna převzal Letov do revize první dva Š-231. 28. ledna 1937 dostala III. peruť 2. leteckého pluku rozkaz přelétnout do konce měsíce z Olomouce do Letňan dalších dvanáct strojů a 7. února stálo na továrním letišti Letova osm zbývajících Š-231. Dva Š-231 výrobních čísel 11 a 13 po podepsání kontraktu havarovaly, proto je nahradil jeden Š-131.2 s motorem Hornet a jeden Š-331.1 s motorem Gnome-Rhône Mistral.
Prvních 7 letounů bylo vyloděno z lodi Sarkany v březnu 1937 v Bilbau a smontováno v Santanderu bez jakýchkoli písemných podkladů či návodů, jen podle intuice techniků. Místo čtyř kulometů Vickers byly do křídel zabudovány pouze dva a letouny byly odeslány na základnu Carreno. Při kvalitě sestavení se dva zřítily ihned při prvním startu, dva při dalším pro chybné nastavení křídel. Ze tří zbývajících na severní frontě byl jeden v květnu 1937 sestřelen nepřátelským stíhačem, druhý zničen při bombardování v Gijónu a poslední ukořistěn frankisty po dobytí Santanderu. Po ukončení občanské války byl spolu se dvěma dalšími letuschopnými Š-231 zařazen mezi cvičné stroje frankistického vojenského letectva.
Všechny ostatní, řádně dle příruček sestavené dodané Letovy, bojovaly na hlavní frontě. V Cartageně jimi byla vyzbrojena 2. escadrilla 71. skupiny pod velením kpt. José Bastidy. Jednotka je měla ve stavu až do 6. února 1939, kdy byly se zbytkem skupiny 71 zničeny při útoku Legie Condor v Banolas. Alespoň některé letouny této jednotky měly výzbroj silnější než ty, které létaly na severu. Stroj s trupovým označením CL-004, jehož pilot zabloudil do Francie, kde byl internován, nesl v křídlech opět jen dva Vickersy ráže 7,92 mm, třetí kulomet však byl zabudován v trupu a střílel okruhem vrtule.
"Estoncům" (Španělům) bylo za mírně olétané stroje účtováno po 587 912 Kč za jeden Š-231 (22 ks), Š-331 je stál 595 770 Kčs a 6 roků starý Š-131 stál 410 000 Kč, to vše bez palubních zbraní účtovaných zvlášť. Každý ze 17 rezervních motorů Walter Merkur V-S2 pro Š-231 byl oceněn na 340 485 Kč. Obchod realizovala továrna Letov, která letouny od MNO zpětně odkoupila, od továrny Walter motory, od Sellier & Bellot munici, od České zbrojovky Brno kulomety atd. Celkem byla hodnota zakázky vyčíslena částkou 70 108 329 Kč. Tím byla vysoce překonána částka jakéhokoliv předchozího exportu čs. leteckého materiálu.

## Konstrukce
Letov Š-231 byl jednomístný jednomotorový dvouplošný stíhací letoun s pevným ostruhovým podvozkem. Konstrukce letounu byla smíšená, tvořená celokovovou kostrou a plátěným potahem (trup měl potah z části plechový). Křídla byla stupněná, jednopříhradová, nosný systém byl vyztužen mezikřídelními vzpěrami a výztužnými dráty. Tažný motor v přídi trupu poháněl pevnou dvoulistou vrtuli, byl opatřen prstencovým aerodynamickým krytem typu Townend. Výzbroj tvořily čtyři kulomety vzor 28, z toho dva byly v trupu a dva ve spodním křídle.

## Varianty
- Š-31 - první série, motor Bristol Jupiter licenční výroba Walter Jupiter (33 ks)
- Š-131 - závodní verze, motor Pratt & Whitney Hornet licenční výroba BMW (3 ks)
- Š-231 - hlavní produkce, motor Bristol Mercury licenční výroba Walter Merkur V-S2
- Š-331 - jeden prototyp (imatrikulace OK-VOD) s dvouhvězdicovým motorem Walter Mistral K 14 II o výkonu 660 kW roztáčející třílistou kovovou vrtuli, výzbroj tvořila čtveřice kulometů vz. 30 ráže 7,92 mm
- Š-431 - jeden prototyp s čtrnáctiválcovým motorem Armstrong Siddeley Tiger o výkonu 500 kW, který poháněl dvoulistou dřevěnou vrtuli

## Uživatelé

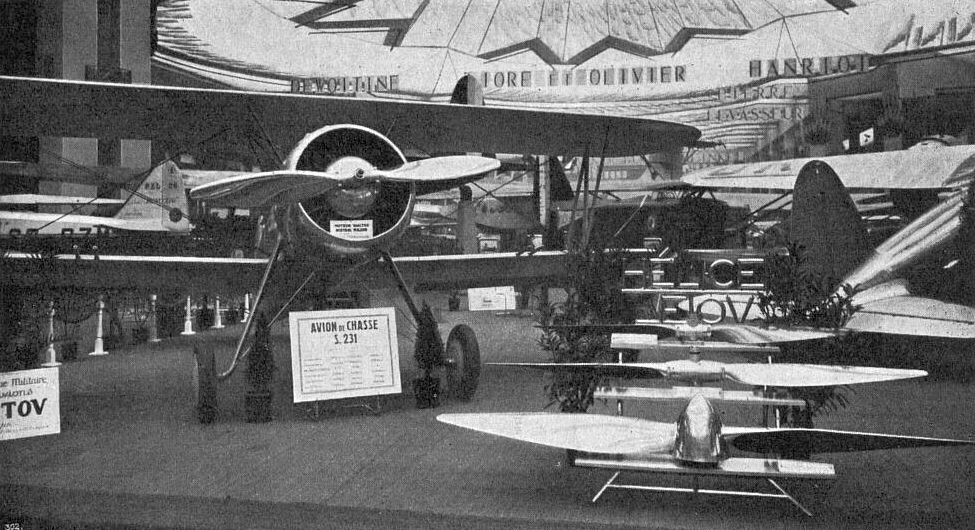
Letov Š-231 s motorem Walter Mistral na XIV. aerosalonu v Paříži (1934)

- Československo
  - Československé letectvo
- Španělská republika
  - Letectvo Španělské republiky
- Španělský stát
  - Španělské letectvo

## Specifikace

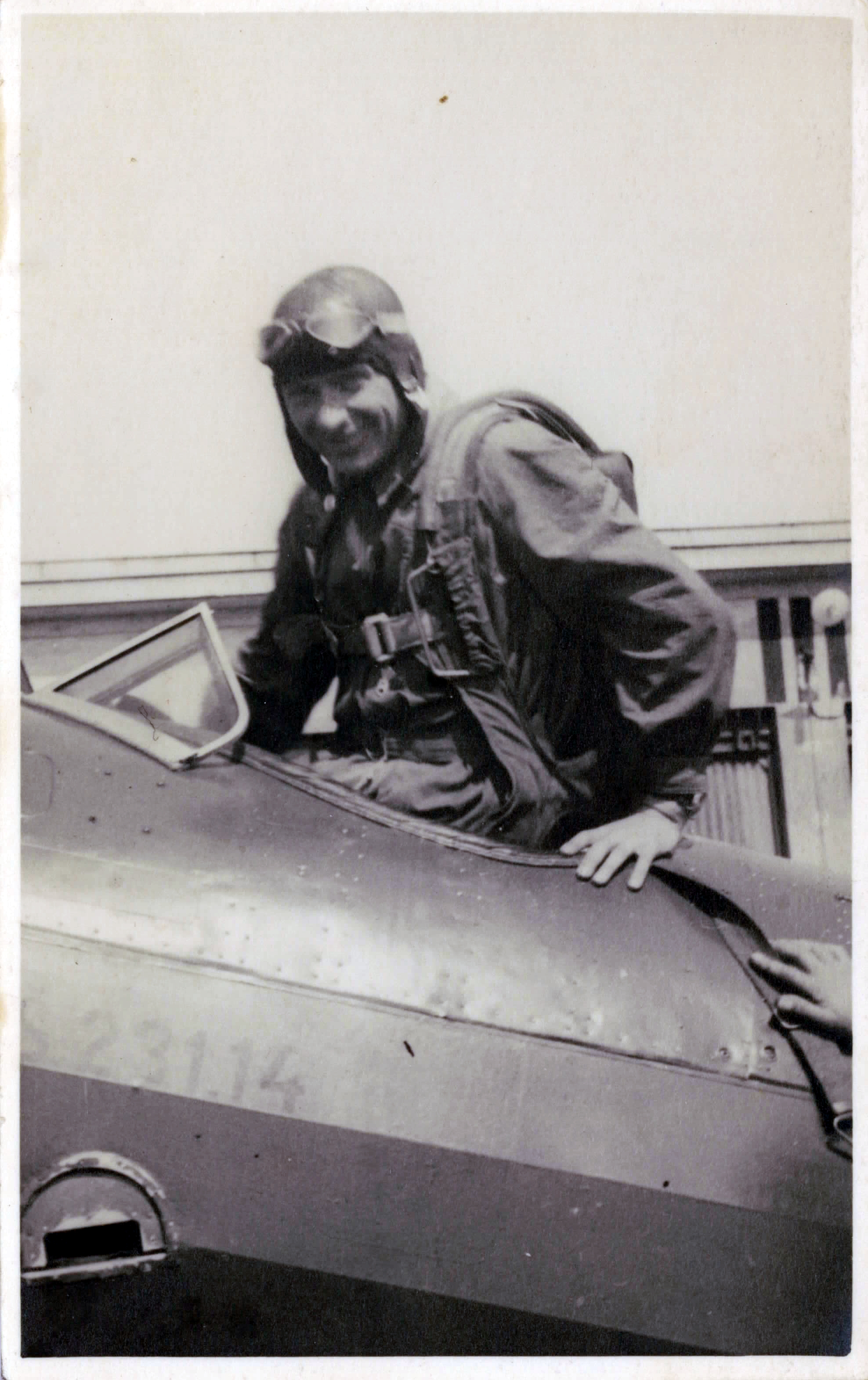
Pilot František Taiber v kokpitu stíhacího letounu Letov Š-231 při testech tohoto typu ve VTLÚ v Praze Letňanech.

### Technické údaje
- Osádka: 1
- Rozpětí: 10,06 m
- Délka: 7,80 m
- Nosná plocha: 21,50 m²
- Hmotnost prázdného letounu: 1280 kg
- Vzletová hmotnost : 1770 kg
- Pohonná jednotka: jeden vzduchem chlazený hvězdicový devítiválec Bristol Mercury IV
- Výkon motoru: 560 k (411,9 kW)

### Výkony
- Maximální rychlost: 348 km/h
- Cestovní rychlost: 310 km/h
- Dostup: 9300 m
- Čas výstupu do 5000 m: 8' 28"
- Dolet: 450 km

### Výzbroj
- 4 × kulomet vz. 28 ráže 7,92 mm (dva synchronizované v trupu, dva ve spodním křídle)